# Блейвейс, Янез
Янез Блейвейс (словен. Janez Bleiweis; 19 ноября 1808, Крань, Австрийская империя — 29 ноября 1881, Любляна) — словенский консервативный политик, журналист, публицист, писатель

, редактор, ветеринарный врач, доктор медицины, общественный деятель. Лидер Словенского национального движения. Уже при жизни был назван отцом нации. Академик Академии наук и искусств Хорватии. Во многом содействовал подъёму словенской национальной литературы.

## Биография
Родился в богатой купеческой семье. С детства свободно говорил на словенском и немецком языках. После учёбы в люблянском лицее изучал медицину в университете Вены.
Получил научную степень доктора медицины. Работал в качестве профессора ветеринарной медицины и патологии в Любляне.
Автор ряда работ в области ветеринарной медицины и здоровья человека, в частности об инфекционных заболеваниях.
В 1843 г. основал и редактировал культурно-экономический журнал «Kmetijske in rokodilske Novice», долгое время бывший единственным словенским изданием, ставший средоточием словенского возрождения. В нём поднимались вопросы о народном образовании, обработке языка. Во время Весны народов 1848 г. выступил в нём с идеей объединения Словении в одно народное целое — Великую Словению.
Словенский народный будитель. С 1875 г. был председателем Словенской матицы. Пользовался большой популярностью и авторитетом.
Консерватор. Сторонник австрославизма. В политике следовал примеру чешского национального лидера Ф. Палацкого, который требовал автономии для славянских народов в рамках единой Австрийской империи.
В 1881 году Блейвейсу императором Австрии Францем Иосифом I было пожаловано дворянство с титулом Торстениский.

## Избранные произведения
- «Bukve zakmeta ect.» (Любляна, 1843),
- «Miloserčnost do živali» (Любляна, 1846),
- «Nauk murve in svilode vediti in svilo pridelavati» (Любляна, 1847 и 1851),
- «Letopis slovenskiga drużtva na Kranjskem» (Любляна, 1849),
- «Nauk podkovstva» (Любляна, 1850),
- «Nauk kako se pri porodih domače živine ravnati» (Любляна, 1852),
- «Koledarček slovenski» (1852—1856),
- «Slovensko berilo» (1850—1855),
- «Zgodovina c. k. Kranjske kmetijske druźbe» (Любляна, 1854),
- «Nauk źivinoreje» (1855),
- «Nauk ogledovanja klavne źivine in mesa» (1855),
- «Slovenski jezik pa kranjska špraha» (1862),
- «Županova Micika» (1864),
- «Nauk o umni živinoreji» (1871).

Похоронен в мемориальном парке Навье в Любляне. На могильном памятнике начертано «Отец нации. Доктор Янез Блейвейс- Торстениский. 1808—1881» .